# Maico M250B BW
De Maico M250B BW is een motorfiets die is geproduceerd door het Duitse bedrijf Maico. Het model is gebaseerd op de 250 cc versie van de Maico „Blizzard“ die rond 1955 op de markt was gekomen.
De Maico M250B was de eerste offroadmotorfiets die speciaal voor de Duitse Bundeswehr werd ontwikkeld. Hij werd vanaf 1959 ingevoerd en werd gebruikt tot 1983.

## ontwikkeling
Toen de Duitse Bundeswehr in 1956 werd opgericht, konden aanvankelijk alleen in de handel verkrijgbare motorfietsen worden aangeschaft. Vanwege hun beperkte terreinvaardigheid waren deze echter nauwelijks geschikt. Eind jaren ‘50 ontwikkelde Maico-Fahrzeugfabrik GmbH in Pfäffingen, dat naam had gemaakt in de offroad-sport, daarom speciaal voor de Bundeswehr de M250B. 
Van 1959 tot 1966 werden in totaal ca. 10.000 Maico M250B's aangeschaft voor een eenheidsprijs van 2000 DM, ter vervanging van de weinig terreinvaardige Triumph- en DKW-machines. Vanwege binnenlandse politieke redenen en vanwege het grote aantal werd ongeveer een derde van de machines geassembleerd door Zweirad-Union in Neurenberg, waarvoor Maico de motor, tank, voorvork en naven leverde. De motorfiets heeft tijdens het gebruik in de Bundeswehr geen technische wijzigingen ondergaan.

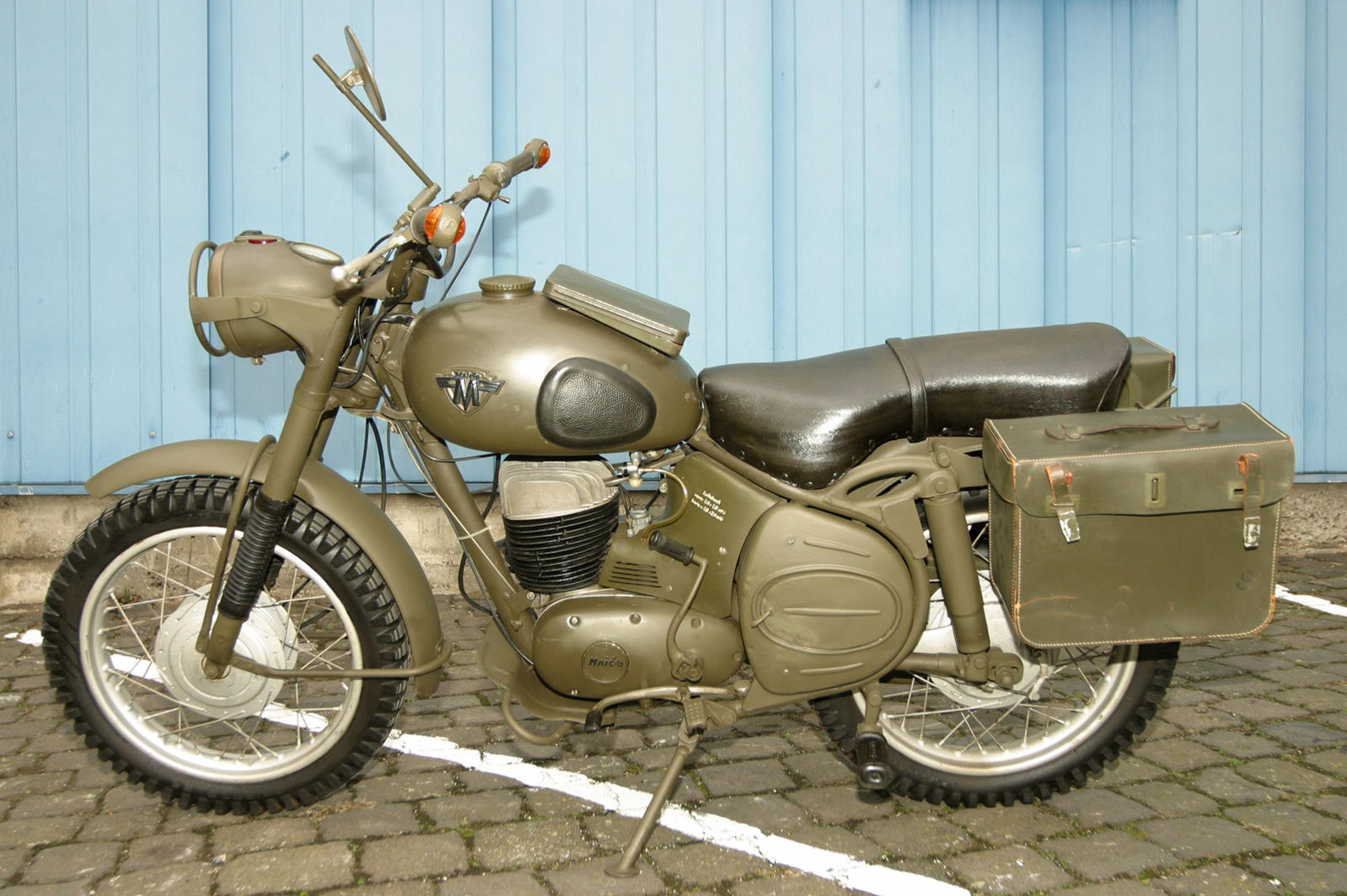
Maico 250 B
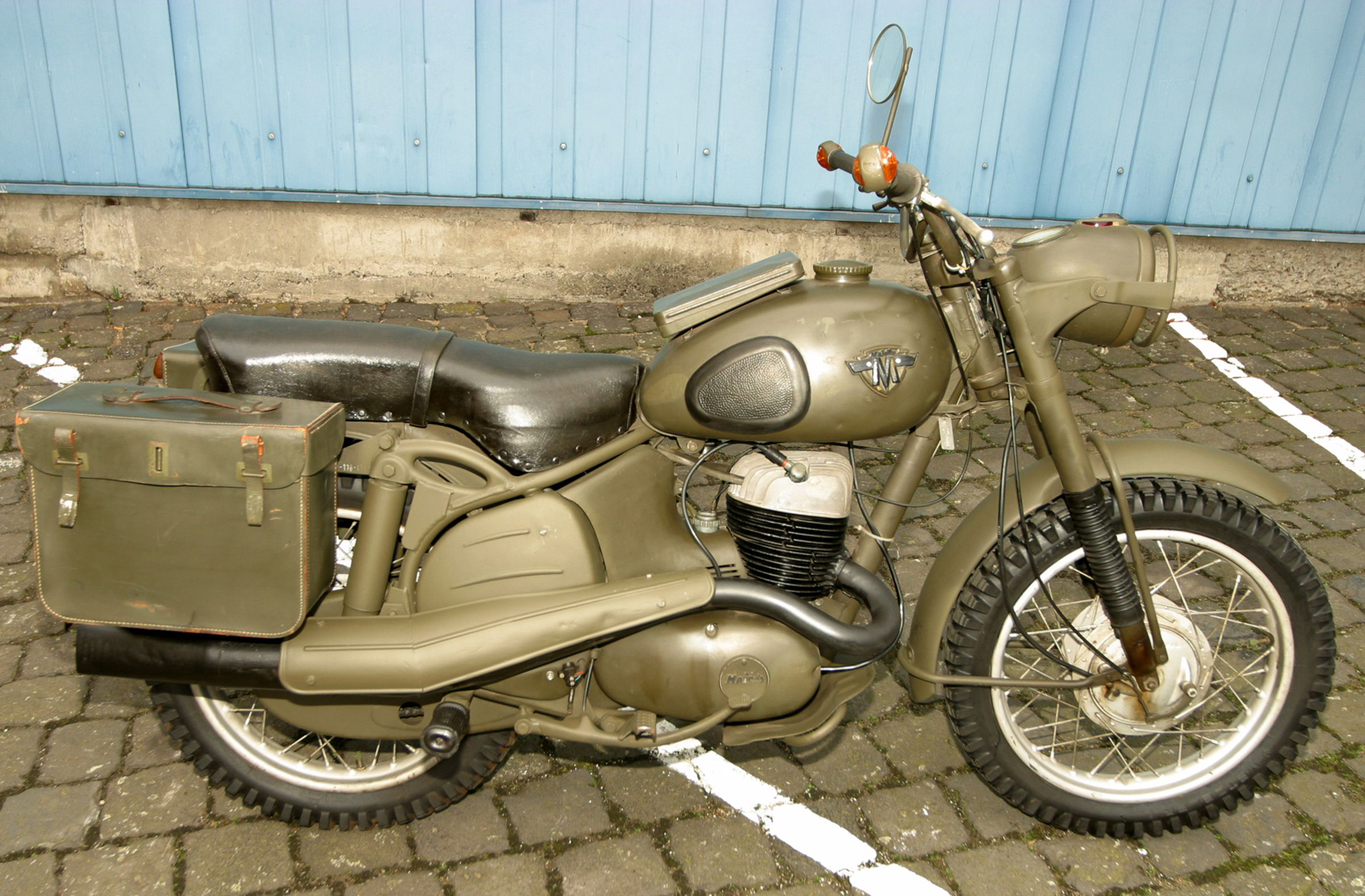
Maico 250 B

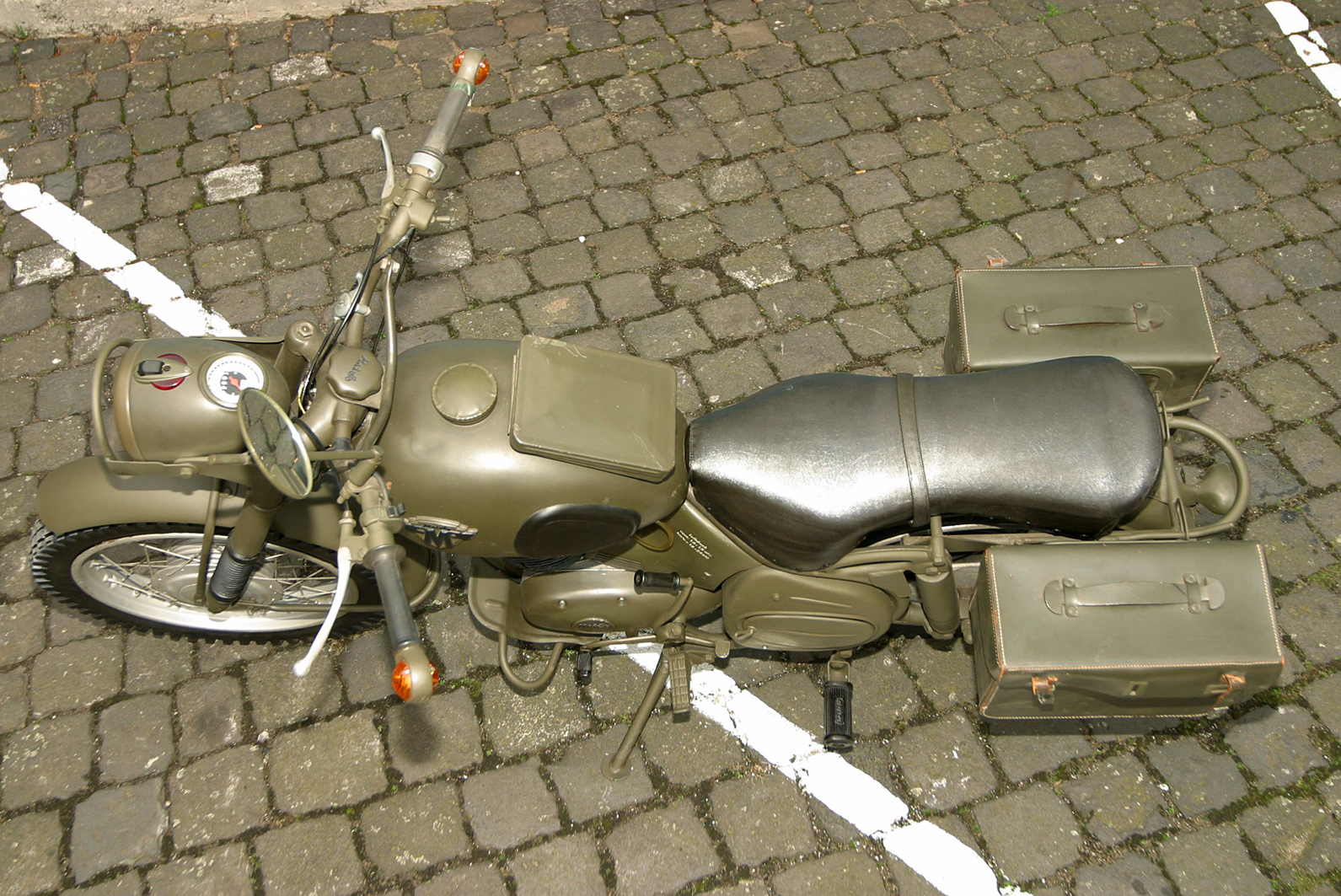
Maico 250 B
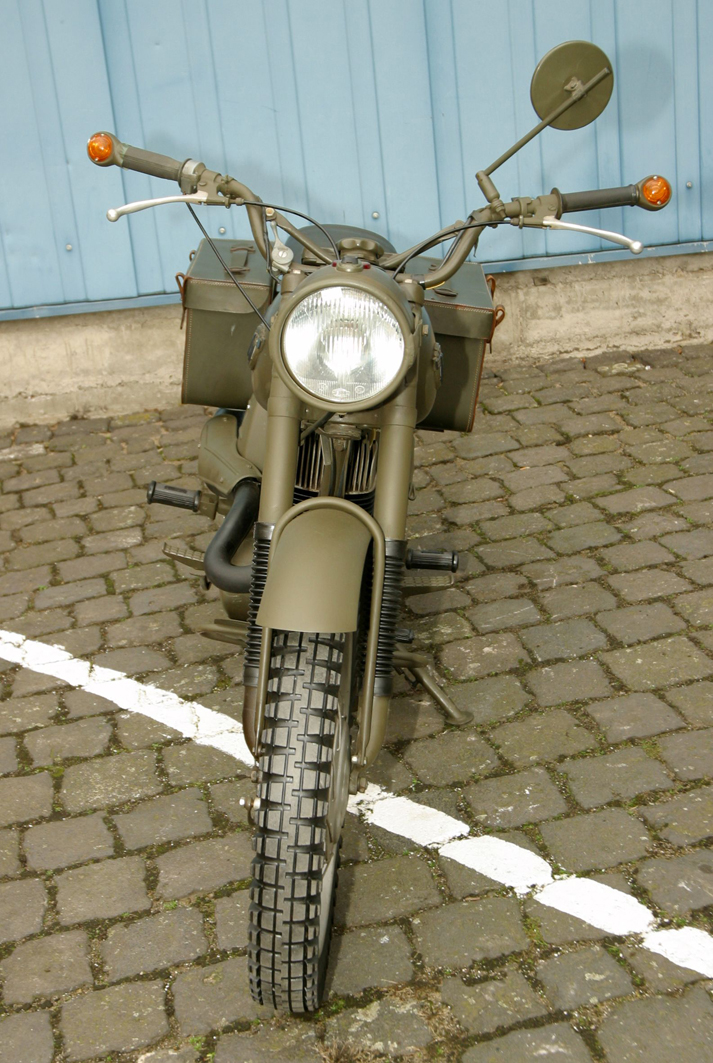
Maico 250B
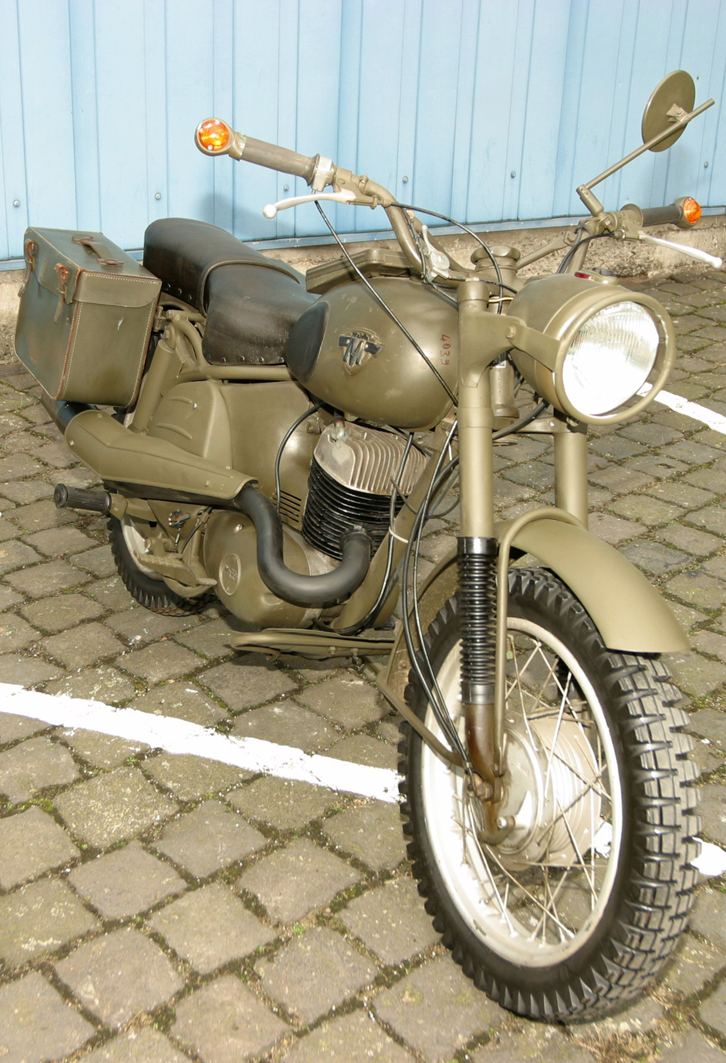
Maico 250B

## Gebruik
De motorfiets werd bij de Bundeswehr en de Bundesgrenzschutz vooral gebruikt voor de ordonnans- en koeriersdiensten. Hij was ook in gebruik bij de Feldjägertruppe (militaire politie).

## Vervanging
De Bundeswehr verving de Maico M250B vanaf 1970 door de Hercules K125 BW. Omdat er in die tijd minder offroadmotoren met grotere cilinderinhoud gebouwd werden had de Hercules een cilinderinhoud van 125 cc.:p12 e.v.:p330 e.v.Veel van de Maico’s werden verkocht aan particulieren, en rijden als klassieke motoren nog altijd rond. Ook in Nederland rijden deze ex-Bundeswehr motoren.

## Museumexemplaren
Exemplaren van de Maico M250B BW zijn o.a. te zien in het Militärhistorischen Museum in Dresden en in de Wehrtechnischen Studiensammlung in Koblenz.